# 鈴木直之進
鈴木 直之進（すずき なおのしん）は、幕末期の剣客。諱は明光。天辰一刀流の開祖。

## 生涯
文化元年（1804年）、仙台藩領陸奥国遠田郡大貫村（現：大崎市田尻大貫）に伊藤久兵衛の三男として生まれ、同郡涌谷長柄丁（現：涌谷町）の鈴木氏に婿入りする。
明光は幼時から剣術に興味を示し、はじめ柳生心眼流を修め、ついで亘理伊達氏の剣術師範・一丸水之助（安倍左膳）に師事して小野派一刀流を極め、さらに天保11年（1840年）には江戸に出て千葉周作に北辰一刀流を学んだ。
安政4年（1857年）、主君伊達邦隆より涌谷家中の剣術指南役を拝命。この頃にこれまでに学んだ各流派を折衷して新たに天辰一刀流を興した。明光の精妙を極めた剣技は藩内に及ぶ者無しと評され、道場も大いに繁盛して1,500人余の入門者があったという。
明治4年（1871年）5月、病に倒れ、明治7年（1874年）8月14日に死去。享年71。奥義を伝授されていた嫡男の明清（惣左衛門）ら門人によって天辰一刀流は受け継がれ、現在に至っている。